# 王無黨
王無黨（？年—1763年），直隸万全（今河北省万全县）人。清朝军事人物。
康熙五十一年（1712年）武进士，授蓝翎侍卫。累迁广西梧州协副将。率师讨定贵州台拱九股苗反清起事，擢左江镇总兵。九股苗再次起兵，无党奔赴古州，分兵前往八寨督剿。经略张广泗檄无党分攻台拱大台雄，取得胜利。乾隆元年（1736年），署贵州提督。从广泗抚定上下九股诸苗从为乱者。次年实授官职。乾隆四年（1739年），入京面见高宗，赐孔雀翎。
乾隆六年（1741年），移湖广提督。又逢黑峒苗叛清，大学士鄂尔泰以无党在贵州多年，熟悉苗族事务，留使戡定，方才上任。乾隆八年（1743年），高宗以湖广军政废弛，无党到任后并未整顿，下诏诘责。乾隆十三年（1748年），受手下牵连，左迁湖南沅州协副将，又迁云南楚姚镇总兵。内升銮仪使，又外授福建漳州镇总兵。乾隆二十四年（1759年）。迁浙江提督。三年后因眼病乞罢。乾隆二十八年（1763年）卒，谥壮悫。《清史稿》有傳。

## 延伸阅读
[在维基数据编辑]
 《清史稿·卷317》，出自趙爾巽《清史稿》